# Changle, Pinghe
Changle (kinesiska: 长乐) är en socken i sydöstra Kina. Den ligger i Pinghe härad i staden Zhangzhou i provinsen Fujian, omkring 310 kilometer sydväst om provinshuvudstaden Fuzhou. Antalet invånare är 7 780. Befolkningen består av 3 640 kvinnor och 4 140 män. Barn under 15 år utgör 22,0 %, vuxna 15-64 år 66 %, och äldre över 65 år 11,0 %.